# 南条宗勝
南条 宗勝（なんじょう そうしょう）は、戦国時代の武将。伯耆羽衣石城主。なお宗勝は入道号である。実名については宗元あるいは宗光とも伝えられていたが、近年の研究により、実名は国清（くにきよ）といい、のちに元清（もときよ）と改めていたことが判明した。

## 生涯
7代当主・宗皓の子として生まれる。生年に関する確実な史料は存在しないが、『羽衣石南条記』によれば、永正11年（1514年）に父・宗皓の死去に伴い18歳で家督を継いだといい、逆算して明応6年（1497年）頃の出生かと思われる。ただ、宗勝以前の南条氏に関しては関係資料が乏しいため、不明な点が多く、一部の系図では宗勝の父を紀伊守某と記しているものも存在する。
天文年間、尼子氏の伯耆侵攻により尼子氏の傘下に入り、天文9年（1540年）9月には尼子氏の郡山城攻撃に参加した。しかし3年後の天文12年（1543年）には大内義隆の月山富田城攻めに「尼子公叛将」として大内軍に参加、大内氏を経てそれ以後は毛利氏の下へ属した。天文15年（1546年）には但馬山名氏の支援で橋津川の戦いを起こすなど各地の反尼子勢力と手を結び、反尼子の一翼を担う働きを為した。
また、天文16年（1547年）～17年（1548年）にかけて因幡国に滞在していたことが分かっている（『真継文書』所収「年不詳4月8日付南条国清書状」など）。その後、事情は不明であるが、武田国信の勧めで美作国大原の地へと移り、さらに播磨国にまで移ることを示唆している。これ以降の足取りは不明であるが、伯耆を離れた後は各地の武将に援助されながら、周辺諸国を転々としていたと見られ、以後約20年間近く帰国は叶わなかったと思われる。
その後、毛利氏の支援を受けた宗勝は、永禄5年（1562年）の夏、羽衣石城を奪回、約20年ぶりに所領を回復することに成功した。帰国後は毛利元就らの容認の下、東伯耆の国人衆を家臣団に組み込み、南条氏を山陰地方東部で最大の国人勢力に発展させた。
永禄6年（1563年）、久米郡の光孝寺において大規模な父の法要を営み、各地の寺社の所領を安堵するなど民心の安定に務めた。
永禄12年（1569年）、毛利氏の九州遠征に加わり、筑前国などへ出陣した。同年秋には伯耆に急遽帰国し、各地へ侵攻した尼子勝久らの軍勢と戦った。
元亀元年（1570年）、剃髪して宗勝と号し、嫡子・又四郎元続に家督を相続させたと伝えられているが、実際には永禄7年（1564年）8月以前には剃髪し、宗勝と名乗り始めたようである。
その後も終始、毛利氏の境目地域における要の役割を担い、毛利氏の協力者として活躍した宗勝だったが、天正3年（1575年）10月14日以前に急死した。
なお、死因に関して尾高城主・杉原盛重に毒殺されたとの説が存在するが、これは江戸時代に書かれた『伯耆民諺記』などに見えるものであり、史料的裏付けはなく、現在では否定されている。